# Yader Zoli
Yader Zoli (Faenza, 1 oktober 1975) is een voormalig Italiaans mountainbiker. Hij vertegenwoordigde zijn vaderland tweemaal op rij bij de Olympische Spelen: in 2004 en 2008. Zijn beste prestatie was de dertigste plaats bij de olympische mountainbikerace in Peking (2008). Zoli is drievoudig Italiaans kampioen op het onderdeel cross country.

## Erelijst

### Mountainbike
2002
- 2e in Italiaans kampioenschap

2004
- 35e Olympische Spelen

2005
- 1e in St. Wendel

2006
- 2e in Villabassa
- Italiaans kampioenschap

2007
- 1e in Tochni
- 3e in 1e etappe Afxentia
- 1e in 3e etappe Afxentia
- 2e in Race Under The Sun
- Italiaans kampioenschap
- Europees kampioenschap (teamestafette)

2008
- Italiaans kampioenschap
- 30e Olympische Spelen